# Северная область (1918—1920)
Се́верная о́бласть, Се́верная Росси́я — автономное государственное образование на севере европейской части России, существовавшее со 2 августа 1918 по 13 марта 1920 года. Административным центром был город Архангельск, столица юридически располагалась в Омске. Власть со 2 августа 1918 по 27 сентября 1918 года принадлежала Верховному управлению Северной области, а с 9 октября 1918 по 18 февраля 1920 года — Временному правительству Северной области, Председателем в обоих случаях был народный социалист Николай Васильевич Чайковский. Должность генерал-губернатора Северной области занимал Евгений Карлович Миллер.

## История

### 1918 год
- 30 июля эскадра из 17 вымпелов с 1,5 тыс. десанта на борту покинула Мурманск и направилась в Архангельск[1][2]. На следующий день, 1 августа, эскадра достигла о. Мудьюг, где состоялся бой. В ночь на 2 августа группа подпольщиков Союза возрождения России под руководством Николая Чайковского при содействии белых офицеров, возглавляемых Георгием Чаплиным, получив подтверждение о заходе кораблей союзников в устье Северной Двины, подняли Антибольшевистский переворот в Архангельске. Восставшие имели в распоряжении 500—600 штыков, а также набранные в соседних деревнях эсерами добровольческие отряды[3][4]; десант союзников составлял 1500 человек. В распоряжении большевиков находилось 3000 штыков, что превышало число интервентов и повстанцев вместе взятых[5], однако из-за слухов о готовящейся высадке 9-тысячного десантного корпуса советская власть приняла решение об экстренной эвакуации из Архангельска. Пользуясь этим, восставшие захватили городской центр и пригороды — Исакогорку и Бакарицу. На сторону восставших перешли отдельные отряды РККА под командованием полковника Н.Д. Потапова и контр-адмирала Николая Викорста[6][7][8][9]. Типографские рабочие наотрез отказались печатать последний номер «Архангельской правды» с призывом комитета Российской коммунистической партии (большевиков) оказать сопротивление врагу и потребовали выплаты жалованья, как долга, так и на 2 недели вперёд. Моряки района Соломбала снарядили пароход в погоню за уходящими вверх по реке судами с руководителями большевистских учреждений[10][11]. Большинство моряков флотилии при этом сохраняло пассивность и, по выражению большевиков, «спешило улепётнуть»[12]. Железнодорожники станции Исакогорка организовали отряд во главе с меньшевиком Лошмановым и занялись отлавливанием спрятавшихся большевистских руководителей. Представители квартальных комитетов Архангельска, организованных председателем Архангельского окружного суда С.Н. Городецким, начали аресты представителей советской власти. Получив оружие и патроны, горожане поддержали восставших[13][14]. В результате, когда к вечеру 2 августа союзный десант достиг Архангельска, город уже был в руках восставших. Власть в городе взяли военные во главе с ротмистром А. А. Берсом — командиром Беломорского конно-горского полка (собранном из частей бывшей «туземной дивизии»). В тот же день в городе было образовано Верховное управление Северной области (ВУСО)[15] во главе с Чайковским. Начала формироваться Северная армия под командованием капитана первого ранга Георгия Чаплина. После захвата Архангельска контрразведывательный отдел штаба союзных сил и военно-регистрационная служба при штабе командующего русскими войсками Северной области продолжили аресты руководителей и служащих советских учреждений, членов комитетов бедноты, командиров и бойцов Красной армии[15].
- Август — образованное в Архангельске Верховное управление Северной области (ВУСО) в составе шести эсеров и двух кадетов под председательством народного социалиста Николая Чайковского (почти все члены правительства были в прошлом депутатами Учредительного собрания) обнародовало в ряде воззваний к населению своеобразную программу своих действий. В частности, намечались «организация местного управления в Северной области…, восстановление попранных свобод и органов истинного народовластия Учредительного собрания, земств и городских дум…, устранение голода среди населения». Все категории земель, в том числе частные и монастырские, передавались в управление земства. По данным В. А. Саблина, принятые правительством Северной области земельные акты являлись «своеобразным симбиозом кадетской и эсеровской аграрных программ» и при условии их осуществления «преследовали цель насадить в деревне „крепкое“ крестьянское хозяйство, основанное на применении для обработки земли рабочих рук владельца участка и членов его семьи, свободное от принудительной опеки общины».
- Сентябрь —  возник военный путч, подавленный эсеро-крестьянским ополчением и британскими интервентами. 5-6 сентября группа монархически настроенных офицеров (среди которых были в том числе и бывшие корниловцы) под командование кавторанга Чаплина и кадета Н. А. Старцева арестовала практически всех министров-социалистов ВУСО и выслала их в Соловецкий монастырь. Чаплин стоял за военную диктатуру в Северной области, весьма критически отзывался об Учредительном собрании — «Учредилке», «избранной в период смуты под явным давлением большевиков, и члены которой разбежались по первому окрику большевика-матроса». Однако вмешательство союзников, а также всеобщая политическая стачка в Архангельске помешали планам мятежников. Чаплин был вынужден подать в отставку.
- 7 октября — в Архангельске было сформировано новое Временное правительство Северной области (ВПСО). В его составе не было ни одного эсера, преобладали кадеты. Председателем правительства являлся Н. В. Чайковский.

Представители Антанты, находившиеся в непосредственном контакте с ВПСО и/или ВУСО:
1. Генерал Фредерик Пул (Военная миссия Великобритании в Мурманске и Архангельске).
2. Полковник Кадберт Торнхилл[16], представитель Великобритании в Военном контроле.
3. Жозеф Нуланс[17] (Франция).
4. Граф Жан де Люберсак (Jean de Lubersac)[18], представитель Франции в Военном контроле.
5. Дэвид Р. Фрэнсис (США).
6. Представитель Италии - маркиз де ла Торетт князь Боргезе.
7. Бельгийский консул Мишель Никез (Michel Nicaise; выехал из Архангельска в январе 1920 года).
8. Голландский консул Якубус Смит (арестован красными в марте 1920 года).
9. Мирослав Сполайкович (Королевство сербов, хорватов и словенцев).

### 1919 год
- 21 марта Северная армия Миллера соединилась с Русской армией в районе Котлас — Вятка в ходе весеннего наступления Восточного фронта. Однако сообщение со столицей Российского государства в Омске было затруднено.
- 30 апреля Правительство Северной области признало верховную власть адмирала Колчака.
- После ряда пробольшевистских мятежей в Северной армии Великобритания свернула свою помощь правительству Северной области как неэффективную, в августе  британские войска были эвакуированы.
- 19 октября Верховный правитель России Александр Колчак упразднил Временное правительство Северной области и назначил Евгения Миллера генерал-губернатором с диктаторскими полномочиями.

### 1920 год
- В результате наступления Красной армии, после перевода 120 тыс. фунтов стерлингов в банки Копенгагена и Лондона, правительство Миллера было эвакуировано за границу. 20 февраля Красная армия вошла в Архангельск[19]. Остатки Белой армии ушли морем в Норвегию.

## Вооружённые силы

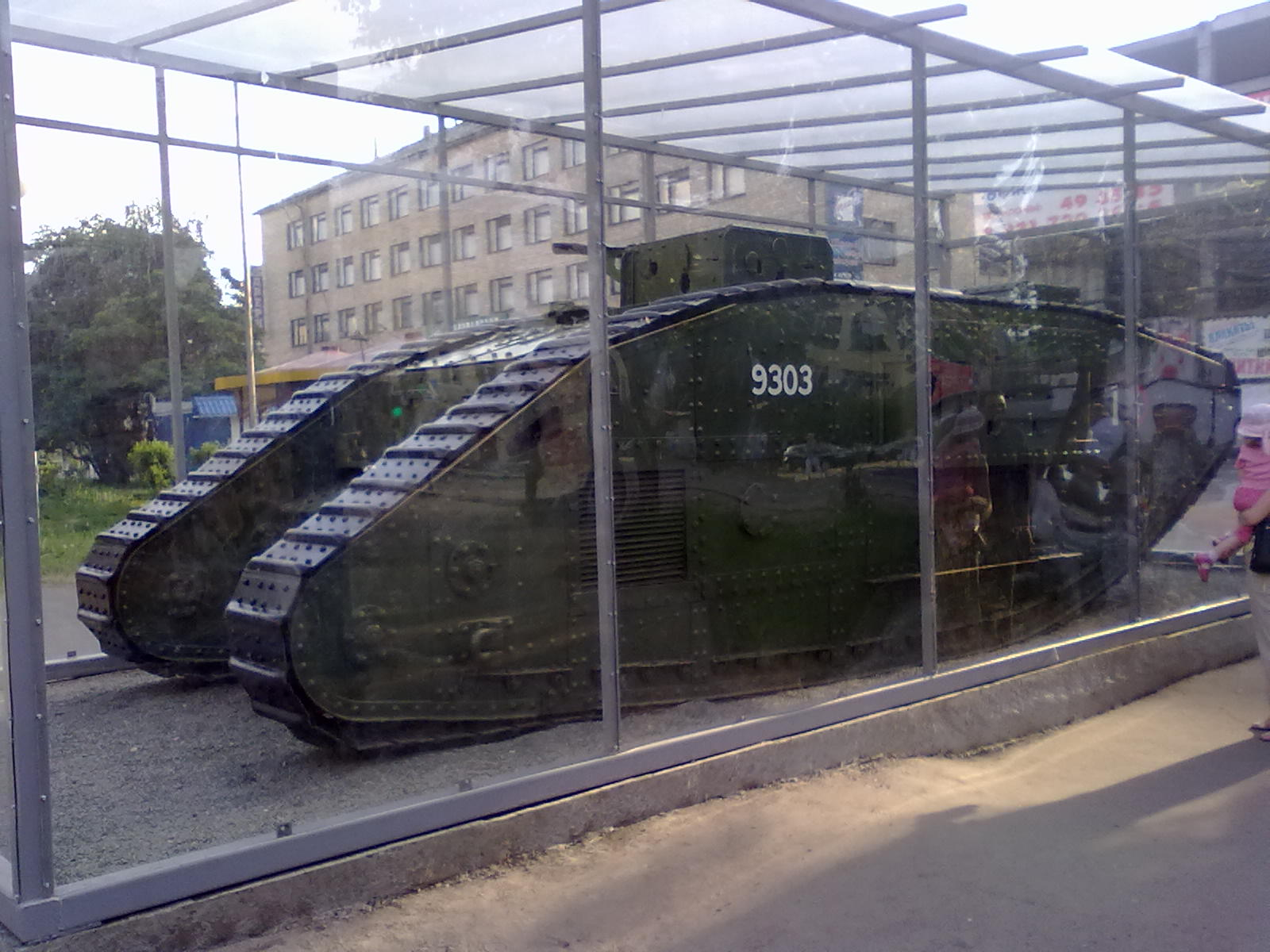
Танк Mark V, аналог танка, использовавшегося вооружёнными силами Северной области

- Северная армия насчитывала 20 тыс. солдат и офицеров, также здесь находились 5000 американских, 560 британских, 1300 итальянских, 4500 французских, 1500 сербских военнослужащих[20]. Во внешней политике Северная область ориентировалась на Великобританию. После объявления ВПСО мобилизационной кампании медленно начался рост численности Северной добровольческой армии. Командование над ней в ноябре принял генерал-майор Владимир Марушевский. К концу 1918 года в рядах армии насчитывалось 7441 человек, из них около 4 тысяч были мобилизованными. В феврале 1919 года общая численность русских военнослужащих на Северном фронте составляла 9775 человек.
- Осенью 1918 года большевики развернули формирование 6-й армии на базе войск Северо-Восточного участка завесы. Командование советскими силами на Севере поначалу было возложено на Михаила Кедрова. В сентябре 1918 года 6-я армия насчитывала в своих рядах 9879 штыков и сабель при 178 пулемётах и 56 орудиях разного калибра. К 1 января 1919 года её силы выросли почти в три раза, составив 32 955 бойцов и командиров, 323 пулемёта и 98 орудий. В составе армии имелась Северо-Двинская военная речная флотилия. Командовали армией поначалу Владимир Гиттис, а с декабря 1918 года — Александр Самойло, бывший генерал-майор царской армии. Штаб фронта находился в Ярославле[21].

## Символика
В 1918 году на деньгах Северной области в качестве герба изображался малый герб Российской империи. С 1919 года на деньгах изображался двуглавый орёл без корон, скипетра и державы.

## Знаки оплаты Северной области

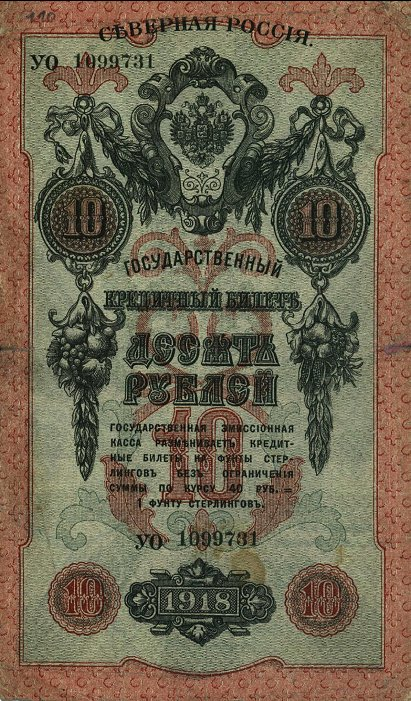
Деньги области
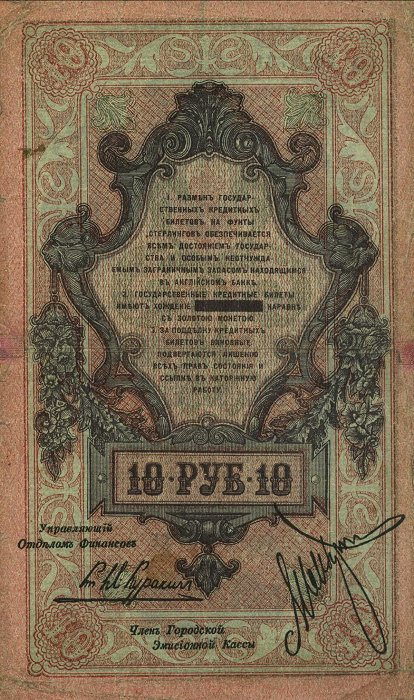
С указанием курса к £[a].
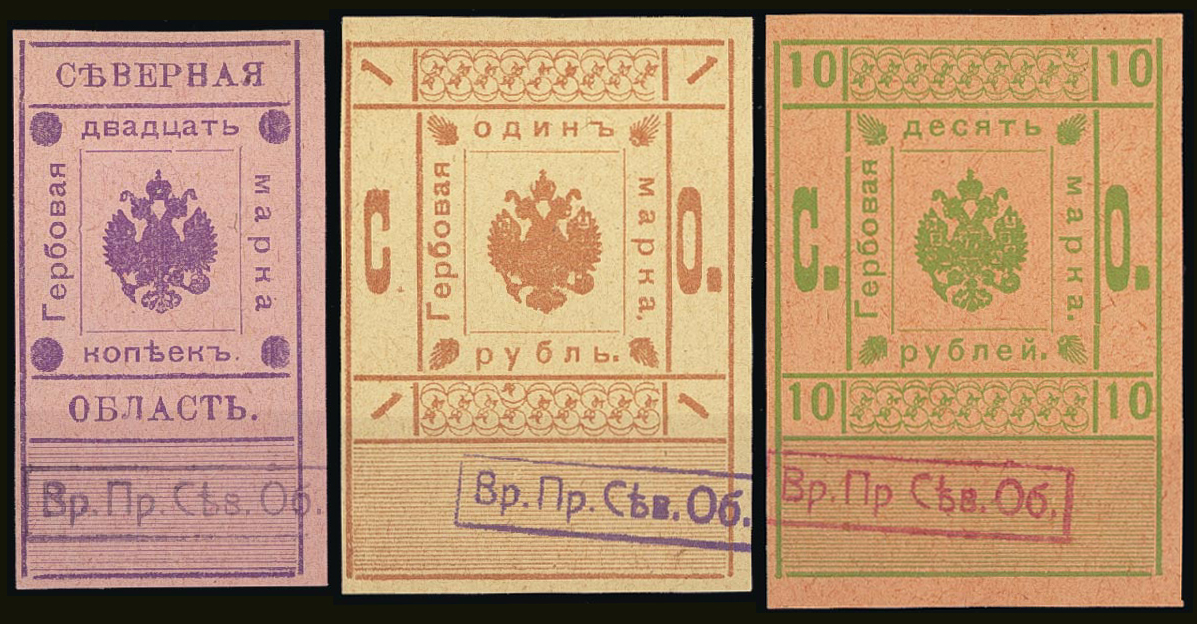
Гербовые марки Северной области (1918)
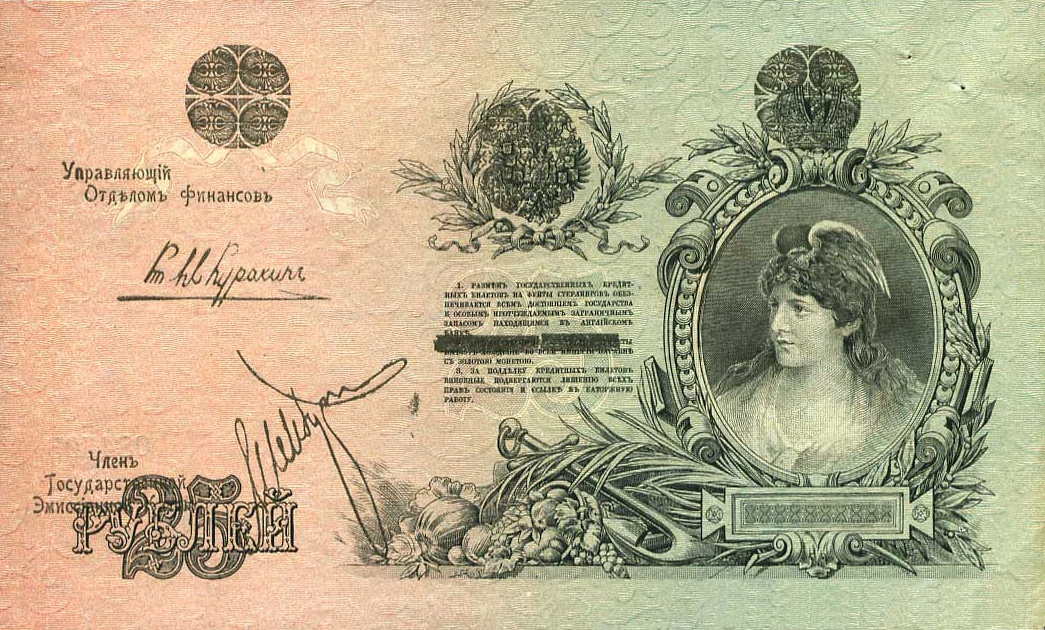
25 рублей Северной области 1918. Аналог банкноты Российской империи. Портрет Александра III заменён на портрет женщины
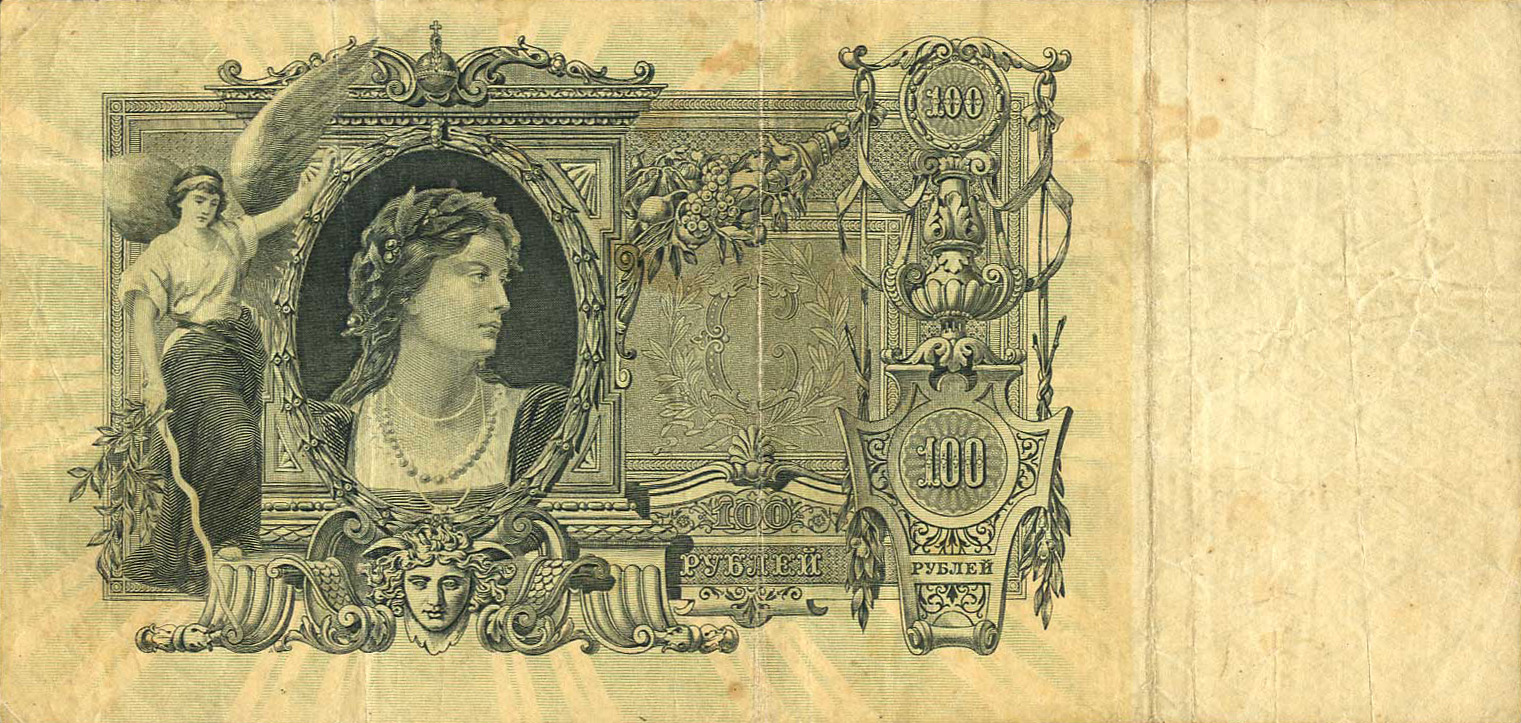
100 рублей Северной области 1918. Аналог банкноты Российской империи. Портрет Екатерины II заменён на портрет женщины
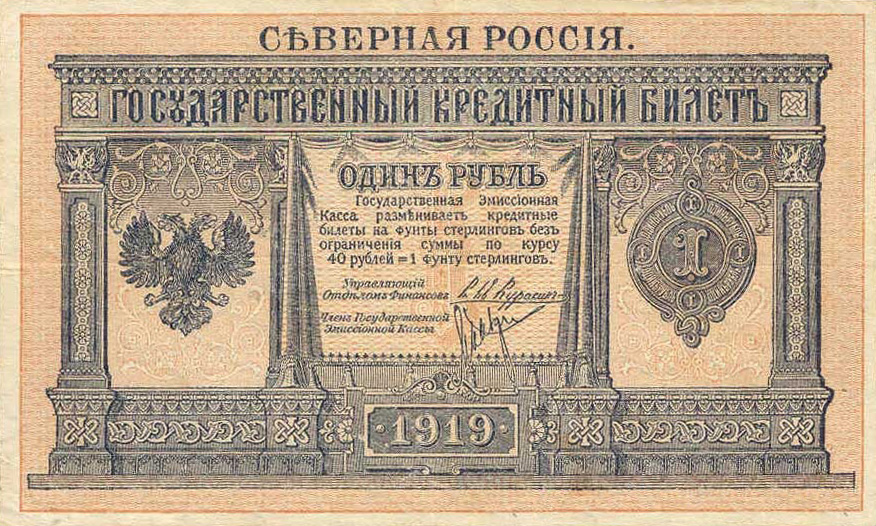
1 рубль Северной области 1919 года. Аналог банкноты Российской империи
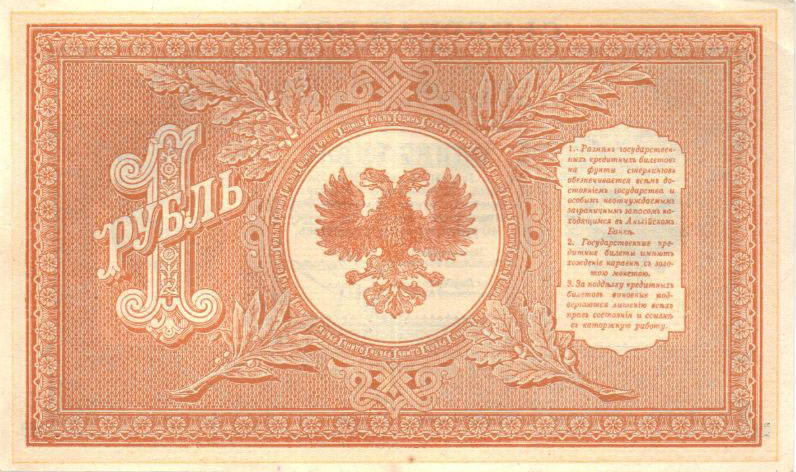
1 рубль Северной области 1919 года. Реверс

## Комментарии
1. ↑  Князь Иван Анатольевич Куракин в отделе финансов, который он вёл, был человеком новым и малоопытным. Бремя, которое он нес, было бы непосильно трудным в том состоянии Северной области и для финансиста первейшей величины. Заслуга Ивана Анатольевича заключается в его героической борьбе с тою системою, которая навязывалась англичанами почти насильно. Создание английской эмиссионной кассы, выпускавшей русские деньги, обеспеченные фунтами стерлингов, в значительной мере помогло области[22].